# Renaat Veremans

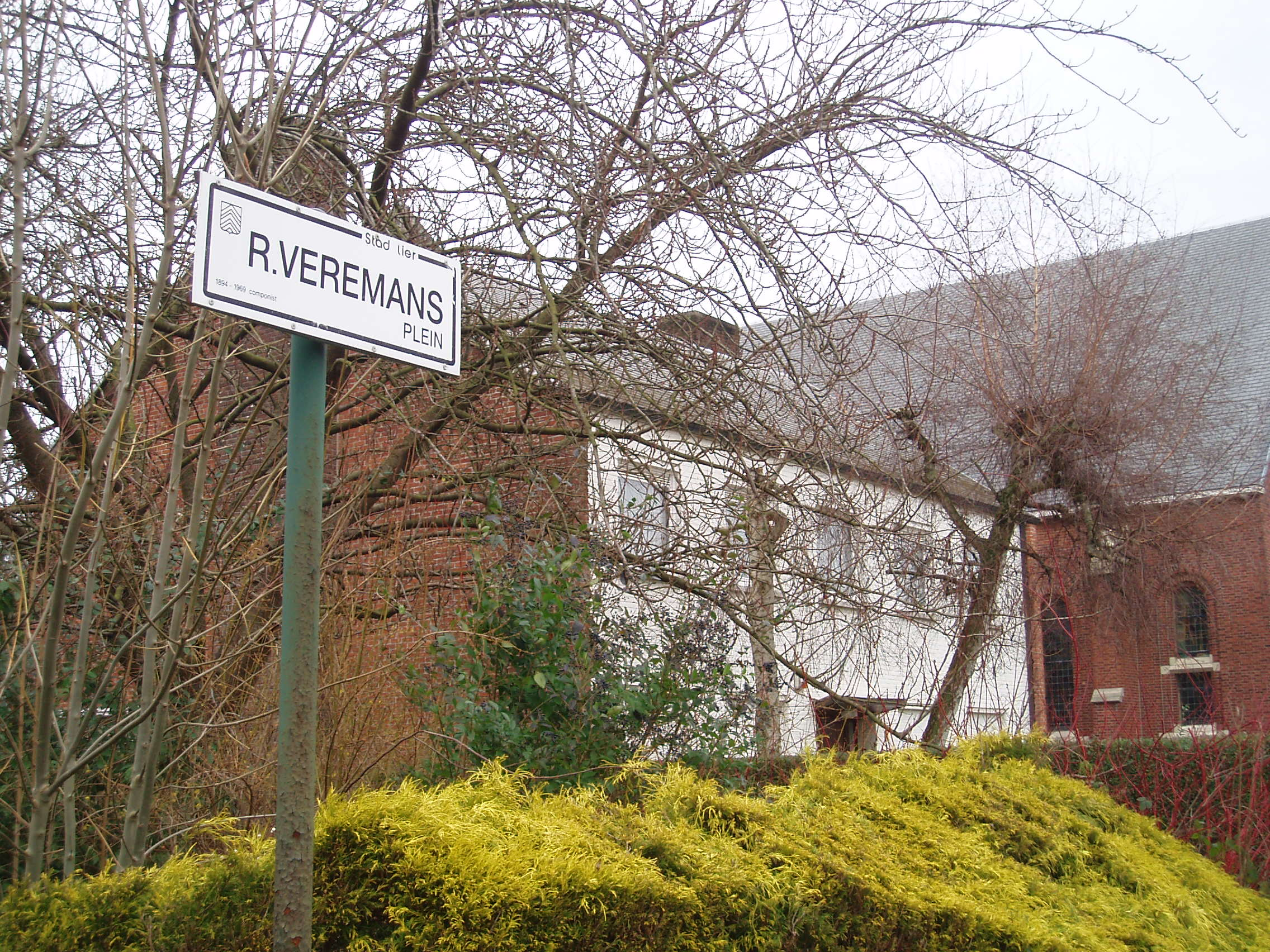
Renaat Veremansplein met op de achtergrond de Heilig Kruiskerk (2014)

 Renaat Franciscus Gommarus Veremans  (Lier, 2 maart 1894 - Antwerpen, 5 juni 1969) was een Vlaams componist, dirigent, muziekpedagoog en organist. In zijn schaduw was broer Maurits Veremans ook musicus.

## Levensloop
Veremans was zoon van Josephus Franciscus Veremans en Maria Anna Catharina Siedsens, wonende aan de Antwerpsestraat 55 te Lier. Aan zijn geboortehuis hangt een herdenkingsplaat. Lier eerde hem met de vernoeming van een plein; de Heilig Kruiskerk staat aan het R. Veremansplein. 
Na eerste lessen voor notenleer en piano van zijn vader kreeg hij orgelles van Paul Van Wassenhioven, organist van de Sint-Gummaruskerk. Hij ging verder studeren aan aan het Lemmensinstituut (dan Interdiocesane School voor Kerkmuziek) te Mechelen waar hij prijzen voor orgel en piano behaalde. Zijn studies deed hij aan het Koninklijk Vlaams Conservatorium (1914-1917) van Antwerpen onder andere bij Arthur Meulemans en August de Boeck. Verder deed hij een bepaalde tijd privéstudies bij Edward Verheyden voor contrapunt, fuga en compositieleer en opnieuw August de Boeck voor harmonieleer.
Hij werd organist aan de Sint-Pauluskerk in Antwerpen en was in deze functie van 1917 tot 1927 werkzaam. Van 1921 tot 1941 was hij eveneens dirigent van de Koninklijke Vlaamse Opera van Antwerpen. Verder was hij docent aan het Koninklijk Vlaams Conservatorium van Antwerpen van 1928 tot 1959 (pensioen). Aan het Stedelijk Conservatorium Brugge was hij in 1943 en 1944 directeur nadat Joseph Ryelandt door maatregelen van de Duitse bezetter aan de kant was geschoven. Veremans moest weer plaatsmaken toen Ryelandt in september 1944 in zijn functie werd hersteld. Hij werd enige tijd ondervoorzitter van Sabam en was betrokken bij de "Vlaams Nationale Zangfeesten". 
Met het patriottisch lied Vlaanderen werd hij in 1910 ook als componist op een slag beroemd, terwijl hij eigenlijk nog in opleiding was. Maar hij schreef muziek voor vele genres, bijvoorbeeld opera's, operettes, cantates, film- en toneelmuziek. Hij wordt door Roquet gezien als een van de laatste postromantische componisten.

## Composities

### Werken voor orkest

#### Symfonieën
- 1959 Symfonie nr.1
- 1962 Symfonie nr.2 in si b
- 1968 Symfonie nr.3 in G

#### Concerten voor instrument(en)
- 1960 Concerto, voor trompet en orkest
- 1962 Concerto, voor fluit en kamerorkest
- 1964 Concerto, voor hoorn in fa en piano
- 1964 Concerto, voor hobo en klein orkest

#### Andere orkestwerken
- 1934 Alleen voor U
- 1939 Morgendschemer
- 1950 Faust, voor orkest, naar Johann Wolfgang von Goethe
- 1950 Tussenmuziek voor Goethe's "Faust"
- 1956 Doofstommen
- 1956 Drukkerij
- 1956 Kleding
- 1957 Nacht en morgendontwaken aan de Nete
- 1961 Woudtaferelen
- Een beetje moed
- Speciaal onderwijs
- Träume im Sonneschein
- Voorspel - Cecilia
- Voorspel - Daar zat een sneeuwwit vogeltje
- Voorspel - Schoon, lief, hoe ligt gij hier en slaapt
- Zes variaties op het lied "Nu zijt wellecome"

### Werken voor harmonie- en fanfareorkest
- 1942 Van gansen marsch, mars - tekst: Willem Gijssels
- 1960 Kristus-koningslied, voor koor en fanfareorkest - tekst: K. Cruysberghs
- 1963 Brugse feestklanken, voor fanfareorkest
- 1965 Moeder, voor sopraan en harmonieorkest - tekst: Edgard Bellefroid
- 1969 Vlaanderen herrijst, voor fanfareorkest - tekst: Anton van Wilderode
- Anne-Marieken, voor koor en fanfareorkest
- Fanfares I + II + sonnerie, voor fanfareorkest

### Missen, cantates en gewijde muziek
- 1921 Missa solemnis, voor koor en orkest
- 1923 Franciscus' Mis, voor twee-stemmig koor en orgel
- 1923 Tweestemmige mis, voor twee-stemmig koor en orgel
- 1926 Sacerdos et pontifex, voor koor en orkest
- 1941 De XIV stonden, oratorium - tekst: Guido Gezelle
- 1953 De hemelkoningin ter ere, voor vrouwenkoor en orkest
- 1954 Maria-cantate, voor Soli, vrouwenkoor, klavier en harmonium - tekst: Frans Eykans
- 1955 Missa in honorem Beatae Virginis Mariae, voor gemengd koor en orkest
- 1960 Requiem, voor koor en orkest
- 1960 Sint Norbertusmis voor koor met 3 gelijke stemmen en orgel
- 1961 De vijf blijde mysteries, voor solisten, gemengd koor en orkest - tekst: Bart Mesotten
- 1963 Te Deum, voor koor en orkest
- 1964 Stabat Mater, voor tenor solo, gemengd koor en orkest
- 1964 Mis ter ere van de Heilige Bernadette, voor gemengd koor en orgel
- Requiem - In paradisium, voor orkest

### Muziektheater

#### Opera's
- 1928 De legende van Beatrijs
- 1930 Het wonderlijk avontuur van Keizer Karel
- 1937 Anna-Marie - libretto: Felix Timmermans
- 1937 De molen van Sans-soucis - libretto: Otto Härting
- 1954 Bietje - libretto: Maurits Sabbe en Joris Diels
- 1968 Lanceloot en Sanderien
- Adelwijs

#### Schouwspel
- 1924 Macbeth - tekst: William Shakespeare

### Werken voor koor
- 1951  't Pardoent, voor koor - tekst: Guido Gezelle
- 1958 Daar reed een maagdelijn over 't land voor vrouwenkoor en orkest - tekst: Jef Simons
- 1962 De dodenwagen is gekomen, voor kinderkoor en orkest - tekst: Ward Hermans
- 1967 Groenendaalse cantiek, voor gemengd koor, kopers en pauken
- Als 't zomert over Vlaanderen, voor gemengd koor en orkest - tekst: J. Custers
- Lieve Vrouw der lage landen, voor gemengd koor en orkest - tekst: Clem De Ridder

### Vocale muziek
- 1910 Vlaanderen, voor mezzosopraan en orkest - tekst: Willem Gijssels
- 1931 Aan Antwerpen, voor mezzosopraan, gemengd koor en orkest - tekst: Jules Gondry
- 1959 Bruggelied, voor middenstem en piano - tekst: Jan Vercammen
- Anne Marie, Marie Katrien, voor mezzosopraan en orkest
- Avondgebed - voor middenstem en piano - tekst: Franciscus van Assisi
- Ballade, voor alt en orkest - tekst: Julia Tulkens
- Die stem van Zuid-Afrika, voor bariton en orkest

### Filmmuziek
- 1934 De Witte
- 1935 Uilenspiegel leeft nog
- 1935 Alleen voor U
- 1936 De wonderdokter - Komplexen
- 1939 Een Engel van een man
- 1939 Met den helm geboren
- 1942 Antoon, de flierefluiter
- 1956 Blinden
- 1956 Dag noviciaat
- 1956 Gebouwen
- 1956 Helpende handen
- 1956 Inleiding
- 1956 Krankzinnigen
- 1956 Lager onderwijs
- 1956 Middelbaar onderwijs
- 1956 Ouden van dagen
- 1956 Stichting
- 1956 Symbool hout
- 1956 Symbool metaal
- 1956 Waar het groeide
- Bij nacht, als de linde bloeit

- Digitale Bibliotheek voor de Nederlandse Letteren: vere037
- Gemeinsame Normdatei: 120680106
- International Standard Name Identifier: 0000 0000 2245 4071
- Library of Congress Control Number: nr89015889
- MusicBrainz: 364279bd-3154-414c-93e4-4761e0f5af7d
- Nationale Bibliotheek van Israël: 987007410215805171
- Nederlandse Thesaurus van Auteursnamen: 075287218
- Virtual International Authority File: 18059707
- WorldCat: E39PBJktkrGHBxkympcgK8hJXd